# Eloria marginalis
Eloria marginalis är en fjärilsart som beskrevs av Walker 1855. Eloria marginalis ingår i släktet Eloria och familjen tofsspinnare. Inga underarter finns listade i Catalogue of Life.